# Geringd breeksteeltje
Het geringd breeksteeltje (Conocybe arrhenii)  is een paddenstoel die behoort tot de familie Bolbitiaceae. Het komt voor op voedselrijk, humusrijk zand of klei in loofbossen. Het groeit in bossen, tussen mossen en grassen, en soms ook op rotte stronken. Het komt voor in kleine groepjes en is lichtminnend.
Op basis van uiterlijke kenmerken alleen is het niet mogelijk hem te onderscheiden van andere paddenstoelen, zoals Conocybe aparos en Conocybe blattaria.

## Kenmerken

### Uiterlijke kenmerken
Hoed
De 2-3 cm grote hoed van de paddenstoel is klokvormig tot uitgespreid met een bultje. Het geringd breeksteeltje heeft een rossig-bruine tot okergele kleur met een gestreepte rand. 
Lamellen
De lamellen aan de onderkant van de paddenstoel zijn leemkleurig tot roestbruin. 
Steel
De steel is 1-4 cm lang en 2-5 mm dik. De steel is wittig tot zilvercrème en heeft een vliezige, aan de bovenzijde gestreepte ring. De steel is verder bepoederd-gestreept. 
Smaak
De paddenstoel heeft een milde smaak.
Sporenprint
De sporenprint is geel of oker. 

### Microscopische kenmerken
De sporenmaat is 7–8 (–9) × 4-4,5 μm. De kiempore heeft een diameter tot 1 μm.

## Verspreiding
Het geringd breeksteeltje komt voor in sommige landen van Europa. Ook buiten Europa wordt het gemeld, bijvoorbeeld uit Canada en Japan. In Nederland komt het algemeen voor. Het is niet bedreigd en staat niet op de rode lijst.